# Bambusnatter
Die Bambusnatter (Oreocryptophis porphyraceus), auch Thai-Bambusnatter, Rote Breitband-Bambusnatter oder Rote Bambusnatter, ist eine ungiftige Schlangenart aus der Familie der Nattern (Colubridae), welche hauptsächlich in den höher gelegenen Waldgebieten Südostasiens beheimatet ist, wobei die einzelnen Unterarten sowohl immergrüne Regenwälder, als auch trockenere Habitate bewohnen können. Sie stellt den einzigen Vertreter der Gattung Oreocryptophis dar und wurde ehemals der Gattung Elaphe untergeordnet.

## Beschreibung
Charakteristisch für Bambusnattern ist ein schmaler, spitz zulaufender Kopf, sowie eine rot-orange Farbmusterung, welche entlang der gesamten Körperlänge von zwei schwarzen Streifen durchzogen wird. Da Bambusnattern ausschließlich landbewohnend leben und eine Vorliebe für ganzjährig kühles Klima besitzen, belaufen sich ihre bevorzugten Habitate auf höher gelegene Gebiete. Sie jagen hauptsächlich dämmerungsaktiv; ferner aber zwischen den späten Abend- und Morgenstunden. Bambusnattern haben sich in den letzten Jahren zu einer der beliebtesten Schlangenarten für die Haltung in Terrarien entwickelt.

## Verbreitung
Das natürliche Verbreitungsgebiet der Bambusnatter umfasst Teile Nordostindiens (genauer die Bundesstaaten Westbengalen, Sikkim, Assam und Arunachal Pradesh), Myanmar, Bhutan, Thailand, Laos, Kambodscha, Vietnam, Nepal, Tibet, Teile Südchinas (genauer die Provinzen Sichuan, Yunnan, Hong Kong und Hainan, nördlich von Henan und Gansu und südlich des Flusses Wei He), Taiwan, Teile Westmalaysias (genauer die Cameron Highlands im Sultanat Pahang) und die indonesische Insel Sumatra. Ihre Erstentdeckung fand im Mishmi-Gebirge im indischen Bundesstaat Assam statt.

## Lebensraum
Bambusnattern bevorzugen im Allgemeinen ein ganzjährig kühles, sehr humides Klima. In Höhenlagen von über 800 Metern über Meeresniveau innerhalb immergrüner, feuchter Regenwälder oder Monsunwälder (variiert unter den Unterarten) sind sie häufig anzutreffen. Die meiste Zeit verbringen sie geschützt vor Fressfeinden im dichten Laub, oder unter Steinen und Totholz.

## Ernährungsweise
Die typische Nahrung der Bambusnatter besteht hauptsächlich aus diversen Nagetieren und anderen wildlebenden Tieren geringer Größe wie Fröschen. In der Haltung haben sich Farbmäuse als Hauptfutter bewährt.

## Systematik
Der neue Gattungsname Oreocryptophis (griech.  "oros" = Berg; "kryptos" = verborgen; "ophis" = Schlange) ist von dem charakteristischen Lebensstil der Bambusnattern, die in unzugänglichem bergigen Terrain ihr bevorzugtes Habitat finden, abgeleitet. 2002 gelang es dem Biologen Urs Utiger nach einer unveröffentlichten DNA-Analyse mindestens einer Art innerhalb der Gattung Oreocryptophis einen abweichenden Gencode zur Art Oreocryptophis porphyraceus nachzuweisen, jedoch wurde diese noch nicht vollständig beschrieben.

## Unterarten
| Unterart           | geographische Verbreitung                                     |
| ------------------ | ------------------------------------------------------------- |
| O. p. porphyraceus | Bhutan, India, Laos, Myanmar, Nepal, China, Thailand, Vietnam |
| O. p. coxi         | Nordwestthailand                                              |
| O. p. kawakamii    | Taiwan                                                        |
| O. p. laticinctus  | Indonesien, Malaysia, Sumatra                                 |
| O. p. vaillanti    | China, Vietnam                                                |
| O. p. pulcher      | China                                                         |